# Sétif (provins)

Sétifs provins i Algeriet

Sétif (arabiska:  ولاية سطيف) är en provins (wilaya) i nordöstra Algeriet. Provinsen har 1 496 150 invånare (2008). Sétif är huvudort.

## Administrativ indelning
Provinsen är indelad i 20 distrikt (daïras) och 60 kommuner (baladiyahs).